# Wonder Showzen
Wonder Showzen – serial animowany dla dorosłych. Został napisany i wyreżyserowany przez Johna Lee i Vernona Chatmana, zaś animowane wstawki powstały w Augenblick Studios, których klientem była między innymi stacja Cartoon Network. Pierwsza seria (8 odcinków po około 30 minut) emitowana była w programie MTV. Druga seria w Polsce jeszcze się nie ukazała.

## Charakterystyka programu
Wonder Showzen jest serią skeczy i animowanych przerywników na kształt krótkich kreskówek. Utrzymany jest w konwencji programu dla najmłodszych dzieci, w rzeczywistości będąc jego parodią. Na początku planowano nazwać program Kids Show. Istotą serialu jest zestawienie stylistyki kreskówkowej z elementami przeznaczonymi dla osób dorosłych (m.in. przemoc, seks).

## Kontrowersyjność Wonder Showzen
- Przemoc - ukazana w skrajnej i groteskowej formie.
- Wulgarność - wulgaryzmy stanowią element satyry, jednak nie są ciagle używane.
- Seks i erotyka - przedstawiany w satyryczny sposób.
- Ateizm – elementy antyteizmu.
- Rasizm – temat rasizmu jest niejednokrotnie poruszany, jednak nie sposób ocenić, czy twórcy potępiają czy popierają tę kwestię.
- Dzieci – kontrowersyjny jest znaczący udział dzieci w programie „wyłącznie dla dorosłych”.

Wonder Showzen często naśmiewa się z różnych kwestii politycznych, gospodarczych, militarnych, społecznych, lecz przede wszystkim religijnych.